# シラザン

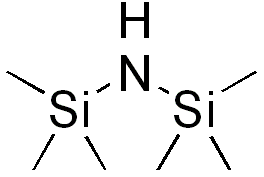
ヘキサメチルジシラザン

シラザン（英: Silazane）とは、ケイ素原子と窒素原子との間の共有結合を有する、直鎖状または分枝状ケイ素・窒素水素化物一般をいう。広義には、前述の化合物の有機誘導体も含む。シロキサンの-O-を-NH-に置き換えたものに相当する。シラザンに属する個々の化合物の名称には、分子内に含まれるケイ素原子の数に依存する接頭辞が付される。たとえば、ヘキサメチルジシラザンは、窒素原子に結合した 2 つのケイ素原子を含む。多くのシラザンは湿気に敏感である。